# Оксамитова акула малозуба
Оксамитова акула малозуба (Zameus squamulosus) — акула, єдиний представник роду Zameus родини Полярні акули. Інша назва «малорота оксамитова колюча акула».

## Опис
Загальна довжина досягає 70 см. Голова низька та пласка. Морда лопатоподібна, помірно довга та загострена. Очі відносно великі, овальні, горизонтальної форми. За ними на відстані ширини ока присутні великі бризкальця. Ніздрі широкі, розташовані близько до кінчика морди. Рот відносно маленький, майже прямий, розташовано поперек голови. Борозни на верхній глибині довше ніж на нижній. На верхній щелепі зуби прямі, з 1 верхівкою, менші за розмірами від зубів нижньої щелепи. На нижній щелепі зуби утворюють суцільну гостру крайку. Тулуб веретеноподібний, трохи сплощений у черевній частині. Шкіряна луска має 5-7 поздовжних гребенів. Грудні плавці мають вузьку основу, листоподібну форму, подовжені. Має 2 низьких спинних плавця з шипами. Задній трохи вище за передній. Передній розташовано у середній частині тулуба, задній — позаду черевних плавців. Хвостовий плавець з розвиненою верхньою лопаттю. Анальний плавець відсутній.
Забарвлення темно-коричнева, тіло майже чорне з червонуватим відливом.

## Спосіб життя
Тримається на глибинах від 200 до 2000 м, зазвичай на глибині 550—1450 м. Живиться дрібною костистою рибою та донними безхребетними.
Статева зрілість настає при розмірі у самців 51 см, самиць — 59 см. Це яйцеживородна акула.
Особини, що потрапляють у трали, використовуються в сушеному та соленому вигляді, також виробляється рибне борошно.

## Розповсюдження
Мешкає окремими ареалами під півночі Мексиканської затоки до південної Бразилії, від Фарерських островів до Іспанії, від Марокко до Сенегалу. Також зустрічається біля південної Африки до акваторії південніше Мадагаскару й Маскаренських островів. Інші ареали охоплюють акваторію західної та східної Австралії, о. Тасманії, Нової Зеландії, частини Китаю біля Тайванської протоки, узбережжя Тайваню й Японії.